# Viktorivka, Novomîkolaiivka
Viktorivka (în ucraineană Вікторівка) este un sat în comuna Terseanka din raionul Novomîkolaiivka, regiunea Zaporijjea, Ucraina.

## Demografie
Componența lingvistică a localității Viktorivka
     Ucraineană (75,49%)
     Rusă (24,51%)
Conform recensământului din 2001, majoritatea populației localității Viktorivka era vorbitoare de ucraineană (75,49%), existând în minoritate și vorbitori de rusă (24,51%).